# Audiosurf
Audiosurf est un jeu vidéo de puzzle et de rythme, créé par Invisible Handlebar, ayant obtenu deux récompenses lors de l'IGF 2008 : Excellence in Audio et Audience Award (prix du public). Ses circuits adaptent de manière visuelle la musique que choisit le joueur, lui permettant de collecter des blocs colorés en rythme avec la musique. Il s'agit du premier jeu tiers à utiliser le système Steamworks et est donc actuellement distribué exclusivement sur le système Steam de Valve, dans une version incluant la bande son de l'Orange Box.

## Système de jeu
Le joueur contrôle un vaisseau en lévitation similaire à ceux existant dans les jeux WipEout ou F-Zero, le dirigeant le long d'une sorte d'autoroute à plusieurs voies, colorée, en ramassant des blocs d'une manière similaire à celle de Klax. Le vaisseau peut être dirigé à la souris, les touches fléchées du clavier, les touches chiffrées, ou une manette (le jeu gère les fonctions de vibrations de celle de la Xbox 360.)

## Comptage des points
Le but du jeu est d'atteindre le plus gros score en collectionnant, par groupes de trois ou plus de la même couleur, des blocs colorés. Plus un groupe compte de blocs, plus le score qu'il rapporte est élevé.
Le score que rapporte un groupe dépend également de sa couleur : avec les couleurs par défaut, les couleurs chaudes (comme le rouge et le jaune) rapportent plus de points que les couleurs froides (telles que le bleu et le magenta), mais sont placées sur les temps plus rapides du morceau.
En finissant le jeu sans blocs sur la grille, en n'ayant touché aucun bloc gris (avec les vaisseaux de type "mono") ou encore en ayant ramassé tous les blocs d'une certaine couleur, permet de débloquer des bonus de score (multiplication par un pourcentage).

## Environnement
Audiosurf permet au joueur de générer le circuit en utilisant la musique de son choix : la vitesse, les courbes, les variations d'altitude, etc. étant généré en fonction du morceau choisi, reflétant le rythme de la musique. Par exemple, si le joueur choisit de jouer une chanson très douce et calme, le circuit sera montant, très lent, relaxant et riche en couleur froides. Si le joueur prend au contraire une musique très intense, la piste sera descendante, rapide, avec un trafic intense (en d'autres termes : beaucoup de blocs) et des couleurs chaudes.

## Réception
Audiosurf a été accueilli favorablement par la plupart des critiques. Sur Metacritic, le titre reçut une moyenne de 85 sur 100. 1UP.com a donné une cote de "A" à Audiosurf citant notamment sa très grande rejouabilité. IGN lui donna la note de 9.0 sur 10.

## Suite
Le 22 mars 2012, une suite à Audiosurf nommée Audiosurf Air est annoncée via le compte Twitter de Dylan Fitterer et l'écran d'accueil de Audiosurf.
Le 2 octobre 2013, Dylan Fitterer annonce un accès anticipé pour le jeu.

### Sources
- (en) Cet article est partiellement ou en totalité issu de l’article de Wikipédia en anglais intitulé « Audiosurf » (voir la liste des auteurs).